# Kőpapír
A kőpapír (stone paper / rock paper, márványhulladék-papír, ásványpapír, ásványgazdag papír) egy papírjellegű termék mely nagy sűrűségű polietilénnel (HDPE) megkötött kalcium-karbonátból készül. A felhasználási területe a papíréhoz hasonló, de néhány egyedi tulajdonsága lehetővé teszi speciális esetekben való felhasználhatóságát (például víz alatti jegyzeteléshez a vízállósága miatt, vagy hogy nem igényel laminálást).

## Története
A kőpapír készítését az 1990-es évek végén dolgozta ki a Lung Meng Technology Co. Tajvanban (台灣龍盟科技股份有限公司). A kőpapír több mint 40 országban került szabadalmaztatásra számos márkanéven, mint például Parax Paper™, Terraskin™, ViaStone™, Kampier™, EmanaGreen™, Rockstock™ vagy Pixz Printing™.

## Tulajdonságai
A normál kőpapír sűrűsége 120-240 g/m², ami a hagyományos papírhoz képest kissé magasabb; vastagsága 100-200 µm és az átlátszatlansága 90% feletti; textúrája sima,  kissé a főtt tojás külső hártyájához hasonlítható. A speciális felhasználású változatai között találuk nagy sűrűségű (280-560 g/m²) illetve különösen vékony és áttetsző (50-80 g/m², 50-80 µm vastag, 60%-os áttetsző) terméket is, illetve fejlesztés alatt (2014 elején) az újrafeldolgozott fajtákat („R-széria”).
Újrafeldolgozása a „2-es típusú” műanyagokkal történhet, esetleg külön kőpapírfeldolgozóban. Nem (bio)lebomló viszont fényre bomlik és ipari környezetben komposztálható. Elkészítése során nem használnak vizet, savakat vagy fehérítőanyagokat. A készítése során felhasznált kalcium-karbonát forrása a márványbányákból nyert kőhulladék vagy kővágáskor keletkező szemcsés hulladék ami finomra darálás segítségével eredményezi a gyártáshoz szükséges port.
Alkalmas borítéknak, csomagolóanyagnak, írópapírnak; ragasztható, koszolódásnak ellenálló és nehezen szakítható. Számos előnye van a fa-alapú papírokkal szemben: nem töltődik fel sztatikusan, nem tartalmaz savakat és semleges a pH-ja, felülete nem szemcsés, víz-, zsír- és rovarellenálló, latex-jellegű anyaga miatt nehezen szakad. 
Szemcsétlensége miatt sima felülete a hagyományos papírral ellentétben nem igényel bevonatot vagy laminciót. Égése nem bocsát ki mérgező anyagokat tartalmazó füstöt. 
Használható tintasugaras nyomtatókban és tintás nyomdagépekben (offset, gravure, flexographic) de nem alkalmas nagy hőmérsékletű nyomtatásokhoz, mint amilyen például a lézernyomtatók.

## Alkalmazásai
- Térképek, tájékoztatók, kültéri jegyzettömbök és vízálló naplók amik ellenállnak a szakításnak és nem deformálódnak nedvesedés hatására.
- Gyártói címkék, poszterek amik ellenállóbbak a mindennapi gyűrődésekkel szemben.
- Folyamatosan használt kézikönyvek.
- Nehezen szakadó csomagolások.
- Teljesen vízálló búvárnoteszek.[3][4]
- Bevásárló táskák, joghurtos edények, tejes dobozok.[5]

## Fordítás
- Ez a szócikk részben vagy egészben  a   Stone paper című angol Wikipédia-szócikk ezen változatának fordításán alapul.  Az eredeti cikk szerkesztőit annak laptörténete sorolja fel. Ez a jelzés csupán a megfogalmazás eredetét és a szerzői jogokat jelzi, nem szolgál a cikkben szereplő információk forrásmegjelöléseként.